# 버밍햄 불스 (WHA)
| 버밍햄 불스        |                                                                                           |
| 디비전             | 이스트 디비전 (1976년~1977년)                                                             |
| 설립연도           | 1976년                                                                                    |
| 해체연도           | 1979년                                                                                    |
| 역사               | 오타와 내셔널스 (1975년~1976년) 토론토 토로스 (1973년~1976년) 버밍햄 불스 (1976년~1979년) |
| 경기장             | 버밍햄-제퍼슨 컨벤션 콤플렉스                                                             |
| 연고지             | 앨라배마주 버밍햄                                                                         |
| 상징색             | 하양, 빨강, 파랑                                                                          |
| 구단주             | -                                                                                         |
| 단장               | -                                                                                         |
| 감독               | -                                                                                         |
| 애브코 월드 트로피 | -                                                                                         |
| 시즌 우승          | -                                                                                         |
| 디비전 우승        | -                                                                                         |
| 영구 결번          | -                                                                                         |

버밍햄 불스(Birmingham Bulls)는 1976년부터 1979년까지 앨라배마주 버밍햄을 연고지로 하는 WHA 소속 아이스 하키팀이다.

## 역대 홈경기장
| 경기장                        | 사용기간      | 수용인원 | 장소              | 비고 |
| ----------------------------- | ------------- | -------- | ----------------- | ---- |
| 버밍햄 불스                   |               |          |                   |      |
| 버밍햄-제퍼슨 컨벤션 콤플렉스 | 1976년~1979년 | 19,000명 | 앨라배마주 버밍햄 | 빈칸 |

## 같이 보기
- 버밍햄 불스 (ECHL)